# Literatura proletară în Regatul României
Literatura proletară în Regatul României a fost o mișcare literară de orientare socială și ideologică, manifestată în principal în perioada interbelică, cu accent pe condiția clasei muncitoare și promovarea idealurilor de justiție socială. A fost influențată de curentele socialiste și de mișcările muncitorești internaționale, anticipând proletcultismul oficializat în perioada postbelică.

## Context istoric și ideologic
În perioada interbelică, România Mare s-a confruntat cu transformări economice și sociale profunde. Literatura proletară a apărut ca o formă de contestare a ordinii sociale burgheze, promovând lupta clasei muncitoare împotriva inegalităților și injustiției sociale. Deși neoficială, această literatură a circulat în publicații marginale și reviste de stânga, uneori în clandestinitate.

## Caracteristici
Literatura proletară românească se distinge prin:
- Tematică socială: descrierea vieții muncitorilor, țăranilor săraci și a marginalilor.
- Limbaj accesibil: simplitate stilistică și expresie directă, destinată maselor.
- Funcție militantă: chemare la acțiune și conștientizare politică.
- Critică la adresa ordinii burgheze: denunțarea exploatării și a structurilor de putere.

## Reprezentanți notabili
Printre autorii asociați literaturii proletare din Regatul României se numără:
- Dumitru Theodor Neculuță – poet muncitor, pionier al poeziei muncitorești în România.
- Geo Bogza – poet și reporter social, autor al unor texte cu caracter militant și social.
- Barbu Lăzăreanu – eseist și istoric literar, promotor al ideilor socialiste.
- Emilian Bucov – poet basarabean de orientare proletcultistă, activ ulterior în RSS Moldovenească.
- Andrei Lupan – poet și militant basarabean, autor de poezie angajată social.
- Alexandru Toma – poet care a abordat teme sociale și ulterior a fost oficializat de regimul comunist.
- Panait Istrati - poreclit Maxim Gorki din Balcani, ulterior s-a distanțat de comunism și a condamnat stalinismul

Alte exemple: Leon Feraru, Cristian Sârbu, George Ivașcu, Dumitru Corbea, Vasile Demetrius, Liviu Deleanu, Teodor Nencev, I. C. Vissarion, Mozeș Cahana, Marin Iorda, Vladimir Cavarnali, Iorgu Iordan, Zaharia Stancu, Victor Crăsescu, Grigore Adam, Ștefan Tita, Alexandru Talex, Alexandru Tudor-Miu.

## Publicații și reviste
Literatura proletară a fost susținută de mai multe reviste și publicații de stânga, printre care:
- Facla
- Contemporanul
- Lumea nouă
- Bluze albastre
- Cuvântul liber

Aceste publicații ofereau spațiu pentru exprimarea ideilor revoluționare și a criticii sociale.

## Moștenire
Deși marginalizată în perioada interbelică, literatura proletară a fost redescoperită și reinterpretată după 1945, fiind valorizată de regimul comunist ca precursor ideologic al realismului socialist. Scriitori ca Alexandru Toma și Emilian Bucov au fost ulterior canonizați în cultura oficială a Republicii Populare Române și a RSS Moldovenești.